# Raphael Llanos-Farfan
Raphael Llanos-Farfan (* 5. Juli 1982 in Bremen) ist ein ehemaliger deutscher Footballspieler.

## Laufbahn
Llanos-Farfan spielte zwischen 1994 und 1998 bei den Bremen Bravehearts sowie von 1998 bis 2000 bei den Bremen Firebirds. Ab 2001 gehörte der in der Offensive Line eingesetzte, 2,02 Meter messende und 143 Kilogramm wiegende Spieler dem Aufgebot der Braunschweig Lions an. Mit den Niedersachsen wurde er 2003 Eurobowl-Sieger. Zwischen dem 12. Juli und dem 12. Oktober 2003 war er rechtskräftig vom Internationalen American-Football-Verband (IFAF) gesperrt, da während der Weltmeisterschaft 2003 nach dem Spiel um den dritten Platz in Llanos-Farfans Dopingprobe der verbotene Stoff THC gefunden wurde. Nach der Mitteilung des Vergehens wurde Llanos-Farfan, der seine Schuld eingestand, von den Braunschweig Lions mit augenblicklicher Wirkung aus dem Spielbetrieb genommen. 2004 entschloss er sich zum Wechsel zu den Hannover Musketeers, spielte dort letztlich nicht in der GFL. 2005 kam er nach Braunschweig zurück. 2005 und 2006 errang er mit den Niedersachsen jeweils den deutschen Meistertitel.
Llanos-Farfan kehrte zu den Bremen Firebirds zurück, war 2009 dann als Rugbyspieler in Peru beschäftigt, 2010 schloss er sich dem Zweitligisten Düsseldorf Panthern an. Er stieg mit den Rheinländern 2010 in die GFL auf. In Düsseldorf wurde er Mannschaftskapitän und brachte sich als Leiter der Schulförderung sowie als Mitglied des Trainerstabes der U19-Mannschaft in die Jugendarbeit des Vereins ein. Im Spieljahr 2015 setzte er aus, in der Saison 2016 spielte Llanos-Farfan bei den Essener Assindia Cardinals in der zweiten Liga.

### Nationalmannschaft
Mit der deutschen Nationalmannschaft wurde er 2003 Dritter der Weltmeisterschaft. Im Jahr 2005 gewann er Gold bei den World Games sowie Silber bei der Europameisterschaft.

### Sonstiges
Zusammen mit Erol Seval gründete er ein Unternehmen, das Footballtraining anbot und bis Ende September 2021 bestand.